# 泛民族主義
泛民族主義（英語：pan-nationalism）是民族主義的一種形式，其特徵在於其主張的國家領土與現有的政治邊界不同。它通常將民族定義為一堆相近的族裔或文化群體。
有些泛民族主義者，例如泛日耳曼主義者，會把多個民族視為單一民族（現今為奧地利人、德語瑞士人及其他可能或可能不是身份認同是日耳曼人的人）。當致力追求泛土耳其或泛伊斯蘭帝國時，奧圖曼土耳其人曾對非土耳其人尤其是非穆斯林在二十世紀初期進行過種族清洗，當中的亞美尼亞種族大屠殺，一直沒有被土耳其承認是種族清洗。

## 列表
- 大中華
- 泛泰主義
- 泛蒙古主義
- 泛突厥主義
- 阿爾泰民族
- 泛伊朗主義
- 泛阿拉伯主義
- 亞細亞主義
- 圖蘭主義
- 大芬蘭
- 大羅馬尼亞
- 泛斯拉夫主義
- 大南斯拉夫
- 泛斯堪地那維亞主義
- 泛日耳曼主義
- 泛凱爾特主義
- 泛非主義
- CANZUK